# Can Freixenet (Cantallops)
Can Freixenet és una casa de Cantallops (Alt Empordà) inclosa a l'Inventari del Patrimoni Arquitectònic de Catalunya.

## Descripció
Edifici situat a la Plaça del Fort, al centre del poble. És una casa de planta baixa i dos pisos, amb paredat de pedra i coberta a dues vessants. La porta d'accés està en un porxo format per una volta de canó, tot i que també es pot accedir a l'edifici per l'entrada que hi ha al costat d'aquest porxo, que dona a una escala que porta a la terrassa del primer pis. En aquest primer pis, com en el segon, les obertures són carreuades i rectangulars. Les finestres del segon pis són de dimensions menors, que les del primer i la central té un balcó.